# Giudice (tennis)
Nel tennis, un ufficiale è una persona che controlla un match o un torneo seguendo le regole della Federazione Internazionale Tennis. 
Ai livelli più alti dello sport, un team di fino a undici ufficiali può essere in campo in un qualsiasi momento. Questi ufficiali sono divisi in categorie basate sulla loro responsabilità durante la partita. In contrasto, molti incontri di tennis sono condotti senza la presenza diretta degli ufficiali sul campo. 

## Certificazione
Gli ufficiali del tennis sono certificati dalle rispettive federazioni tennistiche nazionali. Anche l'ITF certifica gli ufficiali nelle categorie di giudice di sedia, arbitro e capo arbitro. Ciascuna certificazione o " badge" è suddivisa in cinque livelli.
Il primo, green badge, è considerato sufficiente per arbitrare ai massimi livelli del tennis all'interno della propria nazione e non è suddiviso in alcuna categoria (viene utilizzato principalmente nelle aree di lingua spagnola e francese, dove potrebbe non essere presente un'organizzazione nazionale) Il secondo è il white badge, ed è formato da tre categorie (giudice di sedia, arbitro e capo arbitro). Le seguenti tre, bronze (solo per i giudici di sedia), silver e gold badge, sono certificazioni internazionali. Gli ufficiali che sono in possesso di esse possono arbitrare nei tornei del Grande Slam, dell'ATP Tour e del WTA Tour e nei tornei di Coppa Davis e Billie Jean King Cup.

## Arbitro di sedia

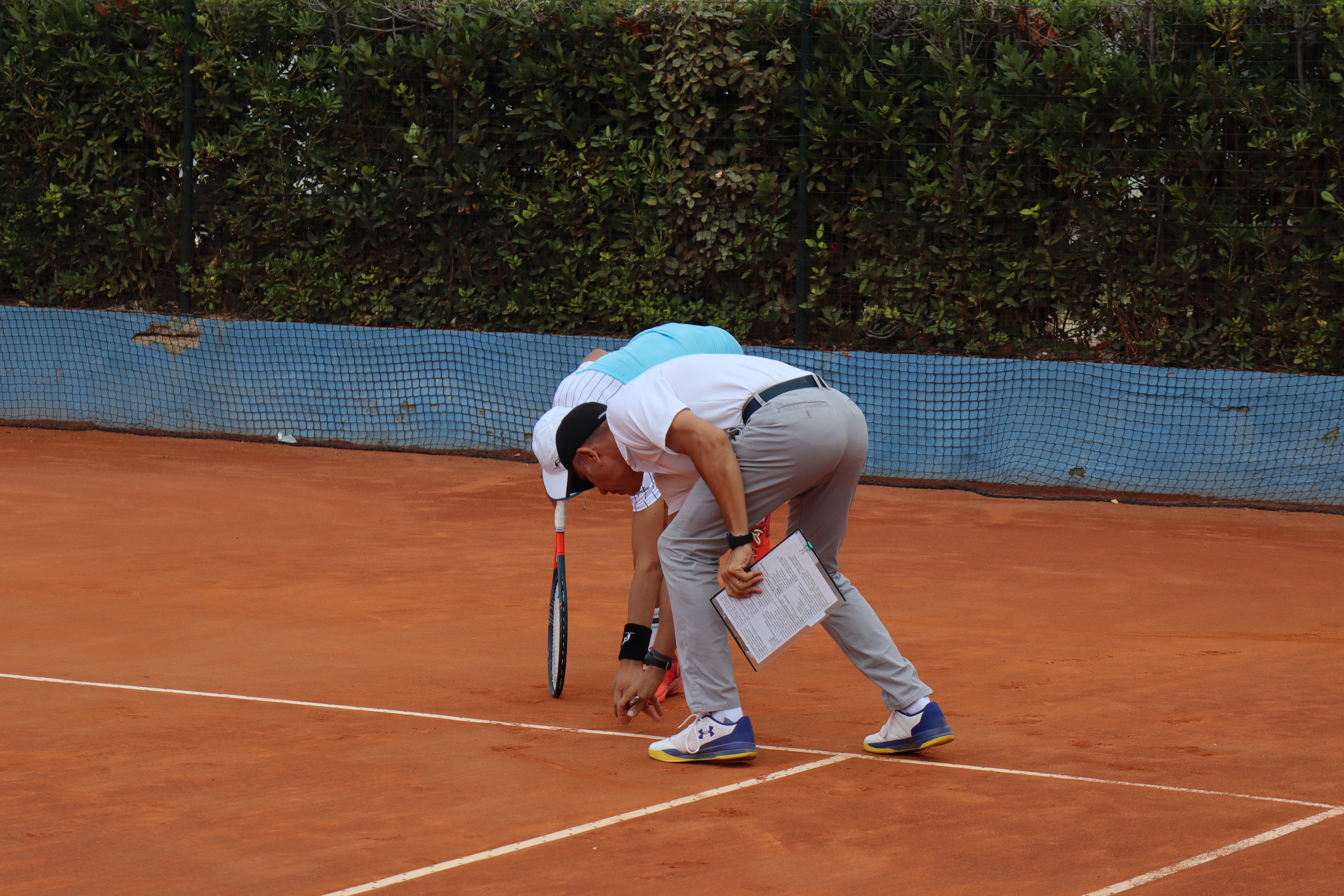
Arbitro di sedia controlla il segno della palla.

Il giudice di sedia è l'autorità che ha l'ultima parola sulle questioni che emergono durante un match. Nelle partite in cui sono presenti anche i giudici di linea, ha il diritto di chiamare l'overrule in caso egli ritenga che il giudici di linea abbia commesso un errore di valutazione. Il giudice di sedia è situato su un seggiolone posto al centro del campo, a fianco della rete. Le sedie per i giocatori sono ai lati di questo seggiolone. Da questo posto, il giudice comunica il punteggio ai giocatori e agli spettatori ad ogni punto. Alla conclusione di un punto, di un gioco o di un set, il giudice di sedia controlla anche il tempo con un timer, stabilito dal regolamento dell'ITF. Il giudice deve, inoltre, completare il referto di gara ufficiale. Oltre alle chiamate dei punti e a tenere il risultato, il giudice può penalizzare un giocatore per la violazione del codice di condotta o per non aver rispettato il tempo a disposizione tra un punto e l'altro (o game o set).

## Giudice di linea
Il giudice di linea chiama le chiamate vicine alla linea assegnata a lui. Il giudice di linea lavora con una squadra composta da tre ai nove colleghi. Ogni giudice di linea è assegnato dal giudice di sedia ad una linea o ad un sistema di posizione.
il giudice di linea chiama una palla fuori verbalmente "out" ed estendendo completamente il braccio.